# Miroslav Švejda
Miroslav Švejda (7. prosince 1939 Brno – 20. dubna 2024) byl český operní pěvec (tenor).

## Život a dílo
Základy hudebního vzdělání získal v rodině, ale vystudoval stavebního inženýra a během studiu zpíval v Pěveckém sdružení Moravan, kde byl sbormistrem Josef Veselka. Pěvecky se zdokonaloval a soukromě školil u brněnské profesorky Marie Řezníčkové a následně u Teodora Šrubaře a Zdenky Zikové. Studium poté doplnil stážemi u Ettore Campogallianiho v italské Sieně. Když v roce 1969 zvítězil v konkurzu na místo sólisty Pražského filharmonického sboru, opět se setkal s Josefem Veselkou, který ho přijímal a byl hlavním sbormistrem sboru. V témže roce se stává i sólistou opery Národního divadla v Praze pro lyrické tenorové role, kde byl do roku 2005.
Na jevišti Národního divadla zpíval téměř všechny tenorové role ve Smetanových, Dvořákových a Janáčkových operách a v opeře Bohuslava Martinů vynikl především jako Michel v Juliettě a Manolios v Řeckých pašijích, jednou z jeho vrcholných rolí byl i Stravinského Oidipus. Dále zde například vytvořil nezapomenutelného Pinkertona z Madame Butterfly), Alfréda Germonta z La traviaty, Tamina z Kouzelné flétny, hraběte Almavivu Lazebníka sevillského, Rodolfa z Bohémy, Opilce z Lady Macbeth Mcenského újezdu a řadu dalších postav.
Pro svůj projev spolupracoval často s televizí, kde účinkoval téměř ve všech televizních inscenacích Smetanových oper, rozhlasem a gramofonovými firmami. S uměleckými zájezdy hostoval na operních a koncertní pódiích v zahraničí, například ve Francií, Rakousku, Německu, Itálií, Španělsku, Dánsku, Finsku, USA, Kanadě a Japonsku.
V březnu 2018 převzal cenu Thálie za rok 2017 za celoživotní mistrovství v oboru opera. U příležitosti zahájení nové 138. sezony byl 24. srpna 2020 uveden do Síně slávy Národního divadla.